# Lijst van vijanden van Spider-Man
Deze lijst van vijanden van Spider-Man bevat, in alfabetische volgorde, enkele van Spider-man's meest bekende en beruchte vijanden.
Doordat er van Spider-man zeer veel verschillende stripreeksen zijn uitgebracht (Amazing Spider-Man, Spectacular Spider-Man, Marvel Team-Up, Web of Spider-Man, Friendly Neighborhood Spider-Man e.a.) heeft hij in de loop der tijd tegen een groot aantal schurken en vijanden moeten vechten. Alleen Superman en Batman hebben een nog groter aantal vijanden.
| Vijand                     | Eerste verschijning                           |
| -------------------------- | --------------------------------------------- |
| Alistair Smythe            | Amazing Spider-Man Annual #19 (december 1985) |
| Beetle                     | Strange Tales #123 (augustus 1964)            |
| Boomerang                  | Tales To Astonish #81 (juli 1966)             |
| Burglar                    | Amazing Fantasy #15 (augustus 1962)           |
| Carnage                    | Amazing Spider-Man #360 (april 1992)          |
| Chameleon                  | Amazing Spider-Man #1 (March 1963)            |
| Dr. Octopus                | Amazing Spider-Man #3 (juli 1963)             |
| Electro                    | Amazing Spider-Man #9 (februari 1964)         |
| Green Goblin               | Amazing Spider-Man #14 (juli 1964)            |
| Hammerhead                 | Amazing Spider-Man #113 (1972)                |
| Hobgoblin                  | Amazing Spider-Man #238 (March 1983)          |
| Hydro-Man                  | Amazing Spider-Man #212 (januari 1981)        |
| Jackal                     | Amazing Spider-Man #129 (februari 1974)       |
| Kaine                      | Web of Spider-Man #119 (december 1994)        |
| Kingpin                    | Amazing Spider-Man #50 (juli 1967)            |
| Kraven the Hunter          | Amazing Spider-Man #15 (augustus 1964)        |
| Lizard                     | Amazing Spider-Man #6 (november 1963)         |
| Man-Wolf                   | Amazing Spider-Man #124 (september 1973)      |
| Mister Negative            | Amazing Spider-Man #546 (januari 2008)        |
| Molten Man                 | Amazing Spider-Man #28 (september 1965)       |
| Morbius the Living Vampire | Amazing Spider-Man #101 (oktober 1971)        |
| Morlun                     | Amazing Spider-Man vol. 2 #30 (juni 2001)     |
| Mysterio                   | Amazing Spider-Man #13 (juni 1964)            |
| Puma                       | Amazing Spider-Man #256 (september 1984)      |
| Rhino                      | Amazing Spider-Man #41 (oktober 1966)         |
| Sandman                    | Amazing Spider-Man #4 (september 1963)        |
| Scorpion                   | Amazing Spider-Man #20 (januari 1965)         |
| Shocker                    | Amazing Spider-Man #46 (March 1967)           |
| Silvermane                 | Amazing Spider-Man #73 (Jun 1969)             |
| Spencer Smythe             | Amazing Spider-Man #25 (juni 1965)            |
| The Spider-Slayers         | Amazing Spider-Man #25 (juni 1965)            |
| Spot                       | Spectacular Spider-Man #98 (januari 1985)     |
| Swarm                      | Champions #14 (juli 1977)                     |
| Tinkerer                   | Amazing Spider-Man #2 (mei 1963)              |
| Tombstone                  | Web of Spider-Man #36 (March 1988)            |
| Venom                      | Amazing Spider-Man #299 (april 1988)          |
| Vulture                    | Amazing Spider-Man #2 (mei 1963)              |